# Stylaster stellulatus
Stylaster stellulatus is een hydroïdpoliep uit de familie Stylasteridae. De poliep komt uit het geslacht Stylaster. Stylaster stellulatus werd in 1878 voor het eerst wetenschappelijk beschreven door Stewart. 